# イェスパー・キッド
イェスパー・キッド（Jesper Kyd、1972年2月3日 - ）は、デンマーク出身の作曲家。
主にビデオゲームや映画やおよびその予告編の楽曲を手がけていることで知られている。
なお、彼の名前は「ジェスパー・キッド」とも表記されるが、ここでは同じデンマーク出身のサッカー選手イェスパー・グレンケアにならい、「イェスパー」の表記とする。

## 概要
キッドは幼少のころから音楽に関心があったらしく、特にピアノが大好きだったという。彼の音楽に対する関心はそれだけにとどまらず、ギターや聖歌隊の歌などと言った古典的な方向にもあったようである。14歳のときにはコモドール64を手にし、それで活動の領域を広げた。
後にキッドはセガ・ジェネシス（日本で言うメガドライブ）のゲームソフト『Sub-Terrania』で作曲デビューを果たす。その仕事は成功したようで、キッドと開発チームはボストンに移動。しかし、そのチームの会社はすぐに倒産してしまったという（ちなみにそのチームのメンバーの大半はデンマークに戻った後、IO Interactiveを設立している）。
更にその後、キッドはマンハッタンの「ナノ・スタジオ（Nano Studios）」という所で仕事をしていた。ある日、かつてのメンバーらによって設立されたIO Interactiveからコンタクトがあり、再び一緒に仕事をしないかという話があり、キッドはそれを承諾した。

### 跳躍
キッドの音楽が評価され、知名度を向上させるのはここからである。『Hitman: Codename 47』における彼の楽曲はダークでありながら壮大で、世界中の雑誌などを釘付けにし、「過去最高のビデオゲーム・ミュージック」とまで賞された。これ以降の「ヒットマン・シリーズ」の音楽も担当することとなり、このシリーズは彼の代表作となった。
『フリーダム・ファイターズ』ではハンガリー放送合唱団による大合唱を取り込み、まさに映画のような音楽を提供した。

## ディスコグラフィ
- 2012年 - Darksiders II
- 2011年 - Forza Motorsport 4
- 2011年 - アサシン クリード リベレーション
- 2010年 - アサシン クリード ブラザーフッド
- 2009年 - アサシン クリード II
- 2008年 - The Chronicles of Spellborn
- 2008年 - The Club
- 2007年 - Assassin's Creed
- 2007年 - Unreal Tournament 3
- 2007年 - KANE&LYNCH: DEAD MEN
- 2006年 - Hitman: Blood Money
- 2006年 - スプリンターセル カオスセオリー
- 2006年 - Gears of War
- 2004年 - Dance Dance Revolution ULTRAMIX 2
- 2004年 - Robotech: Invasion(ロボテック)
- 2004年 - Hitman: Contracts
- 2003年 - フリーダム・ファイターズ
- 2003年 - ブルート・フォース
- 2002年 - Hitman2: Silent Assassin
- 2002年 - Minority Report: Everybody Runs
- 2001年 - MDK2: Armageddon
- 2001年 - Hitman: Codename 47
- 2001年 - タクティカルコマンダー
- 2001年 - The Nations: Alien Nations 2
- 2000年 - Messiah
- 1996年 - Scorcher
- 1996年 - Amok
- 1994年 - Red Zone

### そのほか
- Vフォー・ヴェンデッタ (トレイラー)

## 受賞歴
ヒットマン・シリーズでの受賞数が多い。
- 2002年: Games Agent - Best Original Soundtrack Winner
- 2002年: GameSpot - Best Original Soundtrack Of The Year Nomination
- 2002年: X-Sages - Soundtrack Of The Year Nomination
- 2002年: IGN - Best Sound Nomination
- 2002年: Action Vault - Outstanding Achievement In Music
- 2002年: Bolt Games - Bolt Games Music Award
- 2003年: GameSpot - Best Soundtrack of the Year Winner
- 2003年: Game Reactor - Best Original Soundtrack Winner
- 2003年: PSE2 Editor's Choice GOLD - Hitman 2 Soundtrack CD
- 2004年: Billboard Awards Best Music Nomination 2004
- 2004年: IGN - Best Soundtrack Nomination
- 2004年: 3 G.A.N.G. Nominations
- 2004年: PSE2 Editor's Choice GOLD - Hitman Contracts Soundtrack CD
- 2005年: BAFTA - Winner Best Original Music Award (British Academy Award)
- 2005年: G.A.N.G. Winner Best Music for Cinamatic/Cut Scene
- 2005年: PSE2 Editor's Choice GOLD - Freedom Fighters Soundtrack CD
- 2006年: MTV Video Music Awards - Best Video Game Score Nomination
- 2006年: IGN Best Original Score Winner
- 2006年: Golden Joystick Awards - Best Game Soundtrack Nomination
- 2006年: 4 G.A.N.G. Nominations Including Music of the Year
- 2007年: GameSpot - Best Video Game Score Nomination
- 2007年: 3 G.A.N.G. Nominations Including Music of the Year
- 2008年: ELAN Awards - Best Video Game Score Winner